# Ilharre
Ilharre (baskisch gleichlautend) ist eine französische Gemeinde mit 150 Einwohnern (Stand 1. Januar 2022) im Département Pyrénées-Atlantiques in der Region Nouvelle-Aquitaine. Die Gemeinde gehört zum Arrondissement Bayonne und zum Kanton Pays de Bidache, Amikuze et Ostibarre (bis 2015: Kanton Saint-Palais).
Die Bewohner werden Ilhartar genannt.

## Geographie
Ilharre liegt ca. 55 km östlich von Bayonne im historischen Landstrich Pays de Mixe (baskisch Amikuze) der historischen Region Nieder-Navarra im französischen Teil des Baskenlands.
Umgeben wird der Ort von den Nachbargemeinden:
| Bergouey-Viellenave | Labastide-Villefranche                      |                  |
| Labets-Biscay       | Kompassrose, die auf Nachbargemeinden zeigt | Abitain          |
|                     | Gabat                                       | Arbouet-Sussaute |

Ilharre liegt im Einzugsgebiet des Flusses Adour. Einer seiner Zuflüsse, die Bidouze, fließt an der westlichen und teilweise an der südlichen Grenze zu den Nachbargemeinden Labets-Biscay und Gabat entlang.
Nebenflüsse der Bidouze durchströmen außerdem das Gebiet der Gemeinde:
- der Chubitoco Erreka und sein Nebenfluss
  - Pagolako Erreka und
- der Lauhirasse.[2]

## Geschichte
Der kleine Ort war im Mittelalter mit dem verbrieft ersten Fall von Hexenverfolgung in der Region befasst. Im Jahre 1370 wurde ein Bauer des Dorfes angeklagt, ein Kind getötet zu haben. Der Fall wurde vor dem Rat des Königreichs Navarra verhandelt, der den Bauer als Hexer erklärte und verurteilte. Eine Zeit lang gab es eine Abtei in der Gemeinde, die Pilger auf dem in der Nähe verlaufende Jakobsweg nach Santiago de Compostela empfing.
Toponyme und Erwähnungen von Ilharre waren:
- Sanctus Laurentius de Brucoe (1160),
- Ilarre (1513, Urkunden aus Pamplona),
- Ylharra (1519, Urkunden der Soule),
- Ylharre und Ylarre (1621, nach Martin de Viscay) und
- Ilharre (1750, Karte von Cassini).[4][5][6]

### Einwohnerentwicklung
Nach einem Höchststand der Einwohnerzahl von rund 450 Einwohnern in der Mitte des 19. Jahrhunderts ist die Zahl bei kurzen Wachstumsphasen bis zur Jahrtausendwende auf rund 130 gesunken. Seitdem ist die Zahl der Bewohner wieder angestiegen.
| Jahr      | 1962 | 1968 | 1975 | 1982 | 1990 | 1999 | 2006 | 2009 | 2022 |
| --------- | ---- | ---- | ---- | ---- | ---- | ---- | ---- | ---- | ---- |
| Einwohner | 160  | 169  | 157  | 158  | 146  | 135  | 131  | 136  | 150  |

## Sehenswürdigkeiten

### Pfarrkirche von Ilharre
Sie ist im Mittelalter errichtet worden, wie ihr romanischer Tabernakel und die Erwähnung in den Kopialbüchern des 12. Jahrhunderts belegen. Der mittelalterliche Ursprung spiegelt sich auch im romanischen Erscheinungsbild der Kirche, insbesondere am Pyramidendach ihres massiven Glockenturms, wider. Trotz ihrer kleinen Proportionen besitzt die Kirche ein Schiff, das durch zwei Seitenkapellen eingerahmt wird. Wie bei den meisten baskischen Kirchen, so ist auch diese Pfarrkirche mit ihrem Friedhof von einer Mauer umgeben.
Der mittelalterliche Tabernakel ist in die Wand eingelassen und hat das Aussehen eines Miniaturmodell des Eingangsportals einer Kirche. Die kleine Tür wird von einem Bogen und mehreren Säulen eingerahmt und von Kapitellen und Fialen bekrönt. Charakteristisch für romanische Kunst ist die Verwendung von Holz und Stein als einzige Materialien.
Der barocke, polychrome Hauptaltar mit seinem vergoldeten Altaraufsatz stammt aus dem 18. Jahrhundert und zeigt eine Vielzahl von Statuetten von Heiligen wie z. B. Franz von Assisi, Maria oder Jesus Christus. Der Altaraufsatz befindet sich an der hinteren Wand des Chors unter einem Maßwerkfenster in Spitzbogenform, das mit Bleiglas verschönert ist. Das Gesamtwerk kommt besonders durch die umrahmenden, in rot und gold gehaltenen Säulen zur Geltung, die denen der Kirche in Arraute ähneln.
Der Nebenaltar in einer der Seitenkapellen ist der Jungfrau Maria gewidmet und stammt vermutlich aus dem 19. Jahrhundert, in einer Zeit einer wieder auflebenden Marienverehrung. Oberhalb des Altartisches befindet sich ein Gemälde mit der Darstellung Marias, umgeben von einem neoklassischen Rahmen aus Marmor. Das Gemälde zeigt Maria mit Heiligenschein, umgeben von einer Gruppe von betenden Geistlichen. Oberhalb schweben zwei Cheruben. Die Vorderseite des Altars ist mit goldenen Zierstreifen versehen, die Nischen mit Darstellungen des heiligen Franz, der Madonna mit Jesuskind und eines jungen Märtyrers einrahmen. Auf der linken Seiten des Altartisches befindet sich eine Marienstatue.
Am Fuß der Außentreppe der Kirche sind scheibenförmige Grabstelen, sogenannte Hilarri, angeordnet. Trotz einer Abnutzung im Lauf der Zeit können die Verzierungen noch heute erkannt werden. Die am meisten ausgestaltete Stele zeigt eine Vielzahl von geometrischen Figuren. Solche Hillari werfen immer wieder die Frage nach der rätselhaft erscheinenden Symbolik auf.
Eine weiße Stele unter dem Vorbau erinnert an die Bewohner der Gemeinde, die in den Kriegen gefallen sind. Neben der Stele ist ein Weihwasserbecken in die Wand eingelassen, damit die Gläubigen für das Heil der Verstorbenen beten können. Die Inschriften in Französisch und Baskisch zeigen die Zugehörigkeit der Bewohner zur französischen Nation und zugleich die regionale baskische Identität.

### Friedhofskreuz
Es stammt aus dem 19. Jahrhundert, zu erkennen an seinem Material aus geschmiedeten Eisen und der Art seiner Ausarbeitung. Die Schaffung von Kreuzen war lange Zeit traditionell den Baumeistern vorbehalten, ab 1750 fanden alle Bereiche der Handwerkskunst den Zugang, wie in diesem Fall ein lokaler Eisenschmied. Die Formen dieses Kreuzes sind von der gotischen Architektur beeinflusst, was im 19. Jahrhundert sehr in Mode war. Im Eisen eingearbeitet, werden am Fuß des Kreuzes Maria oberhalb von zwei Engeln dargestellt.

### Haus der Küsterin
Wie an der Abnutzung, aber auch gleichzeitig der Robustheit seines Fachwerks zu erkennen ist, wurde das Haus der Küsterin vermutlich im 18. Jahrhundert gebaut. Der Wohnraum befindet sich im ersten Stock, das von dicken klassischen Säulen getragen wird, eine davon aus dem rötlichen Sandstein des Pays de Mixe. Das kleine Gebäude liegt oberhalb des Friedhofs und ganz nahe bei der Kirche. Während vieler Jahrhunderte waren die Aufgaben einer Küsterin die Aufbewahrung der Schlüssel der Kirche, die Instandhaltung der Kirche und die Verteilung des gesegneten Brotes. Das Amt einer Küsterin ist eine Besonderheit im Baskenland, bei dem in der männlich dominierten Organisation der katholischen Kirche ein religiöses Amt eingeführt wurde, das nur Frauen vorbehalten ist.

### Haus Barberania
Im 18. Jahrhundert gebaut, wurde das Haus 1880 von der Gemeinde angekauft für die Errichtung einer Schule und einer Wohnung des Lehrers. Das alte Haus wurde teilweise abgerissen, um zwischen 1881 und 1884 neu gebaut zu werden. Im Laufe der Zeit wurden im Gebäude die Räume des Rathauses eingerichtet. Zwar ist das Gebäude im Stil der Region gebaut, aber es ähnelt eher den modernen Schlossbauten des 18. und 19. Jahrhunderts als an die Landhäuser mit ihren typischen Auskragungen. Der Zutritt wird durch zwei Eingangsportale geschaffen, die mit grauen und rötlichen Sandsteinen des Pays de Mixe verschönert sind. Der rechte Eingang erscheint als der ältere mit seiner alten Holztür, Tympanon und Pfeilern. Die Fensterläden sind mit den traditionellen roten Ochsenblutfarben angestrichen.

## Wirtschaft und Infrastruktur

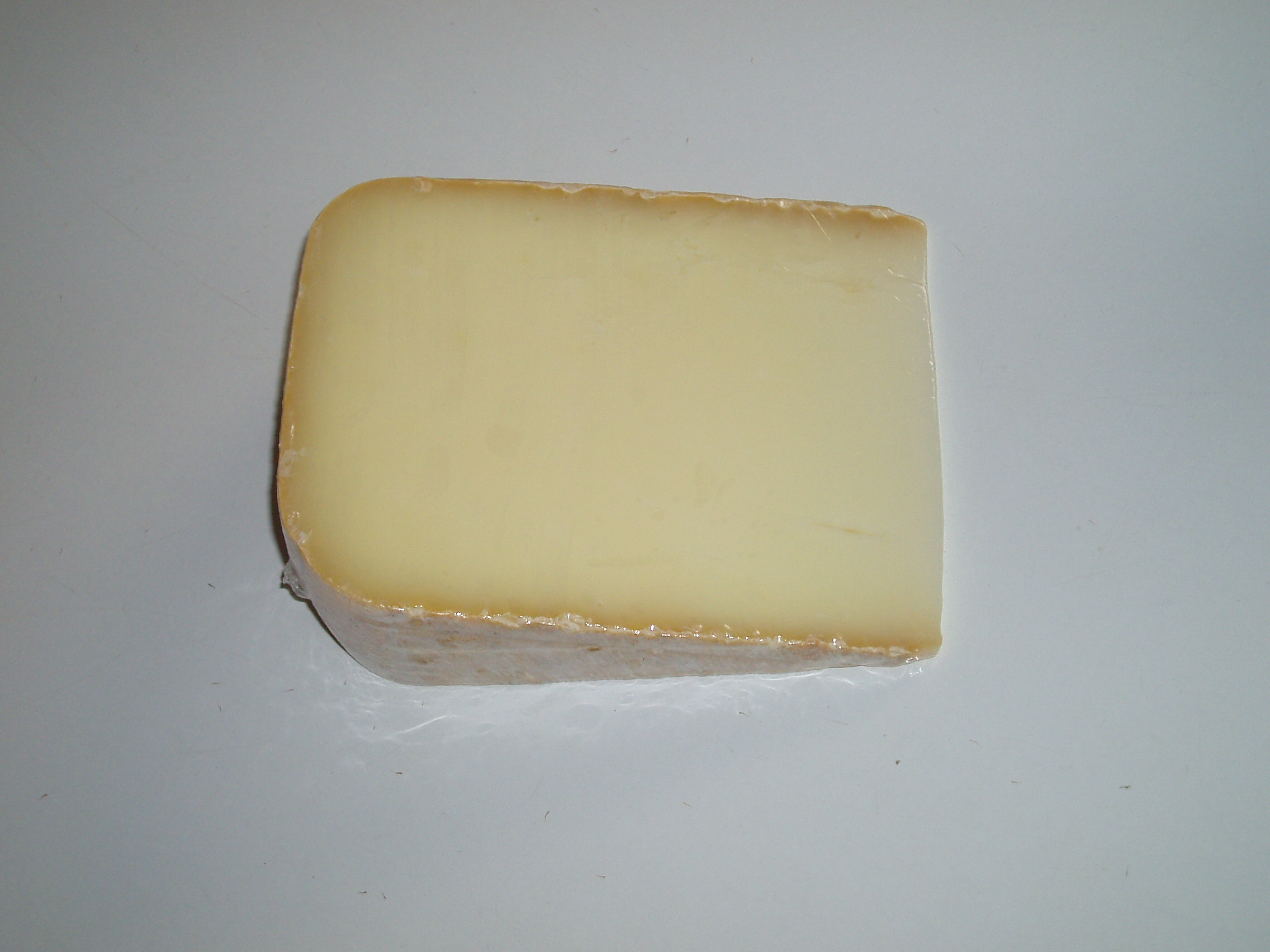
Ossau-Iraty

Die Landwirtschaft ist traditionell ein wichtiger Wirtschaftsfaktor der Gemeinde. Ilharre liegt in den Zonen AOC des Ossau-Iraty, eines traditionell hergestellten Schnittkäses aus Schafmilch, sowie der Schweinerasse und des Schinkens „Kintoa“.

### Verkehr
Gabat ist erreichbar über die Routes départementales 29, 134, 246 und 321.